# Dansk Standard
Dansk Standard (DS, nom anglais : Danish Standards;  Danmarks standardiseringsorganisation) est le seul organisme de normalisation officiel,. danois, .

## Historique
Cet organisme, fondée le 1 janvier 1992 comme entreprise commerciale, est le successeur du premier organisme danois de normalisation qui avait été créé en 1926 et il est reconnu officiellement comme organisme de standardisation. DS est membre de ISO, IEC, CEN, CENELEC et ETSI. Il est également le point d'information OTC danois de l'OMC.
Dansk Standard est issu de la fusion de l'association danoise de normalisation, du comité électrotechnique danois et du comité du Code des pratiques.
Dansk Standard est localisé à  Nordhavn, 1 Göteborg Plads.
Il relève du ministère des Affaires économiques et commerciales depuis le 1 janvier 2006, et gère à la fois la normalisation nationale et internationale. Il édite des normes au format constitué par les lettres DS suivies de trois chiffres, par exemple "DS447" (norme de 2013 pour les systèmes de ventilation mécanique).
En 2021 les revenus d'Anne Hasløv, directrice du fonds public Dansk Standard ont été à l'origine d'un scandale tant ils semblaient disproportionnés avec la taille de cette structure,. La polémique l'a entraînée à démissionner.

## Champs de compétences
- Environnement de travail
- ATEX
- Bâtiment et construction
- Marquage CE
- Ingénierie électrique
- Énergie
- Eurocodes
- Sécurité des consommateurs
- Aliments
- GPS
- Gestion de la qualité
- Logistique
- Machines et Mécanique
- Équipement médical
- Environnement
- Services
- Santé